# Neverwinter Nights
Neverwinter Nights, er et tredjepersons RPG computerrollespil. Neverwinter Nights er udviklet af BioWare og udgivet af daværende Infogrames (nu Atari), Det er bygget efter Dungeons & Dragons-reglerne (3. udgave) og finder sted i Forgotten Realms universet. Spillet består af en single playerdel og en multiplayerdel. Spillet blev udgivet d. 18. juni 2002.
Sammen med spillet får man et program kaldet Aurora Toolset, som man kan anvende til at designe sine egne eventyr. Spillet er kendt for sine mange fanbaserede mods. Mange af dem udspiller sig i kendte universer såsom Forgotten Realms, Dragonlance og Ringenes Herre. Mods'ene kan udspille sig som single player eller multiplayer. Toolset'et giver også mulighed for at skabe persistente multiplayer verdener (såkaldte Persistent Worlds eller PWs).
Brugerfladen i spillet giver mulighed for at gøre hvad man har lyst til og man kan opbygge sin karakter præcis som man ønsker det. Man kan vælge kun at rollespille med sin karakter, således at man rollespiller med andre personer på samme server, samtidig med at man nedkæmper monstre som kommer i vejen for én, så man får erfaring (experience). Når man har fået erfaring nok, avancerer man til et nyt niveau (level), hvilket gør ens karakter stærkere samt giver mulighed for flere angrebs-/forsvarsmuligheder. Desuden kan man anvende bedre udstyr, eksempelvis et bedre slagsværd eller en ringbrynje alt efter hvilken klasse man tilhører.
På nogle områder kan Neverwinter Nights virke som en spil med ubegrænsede muligheder, som MMORPG-spil, ved for eksempel at give mulighed for uendelige udvidelser af det mod som kører, hvilket blandt andet kan give én muligheder for at få et hus eller et slot, som kun ét individ har adgang til, eller udstyr som man selv har bygget, hvis ejeren af mod'et tillader det.
Der findes to officielle udvidelser til Neverwinter Nights, Shadows of the Undrentide og Hordes of the Underdark, der kan være nødvendige for at spille flerspillerudgaven. Serverdelen af spillet er gratis og derfor kan Neverwinter Nights som oftest spilles gratis online.
Efterfølgeren Neverwinter Nights 2 blev udgivet i Europa den 3. november 2006.